# Casos de abuso infantil en el condado de Kern
Los casos de abuso infantil del condado de Kern fueron el comienzo de lo que se llamaría la histeria de abuso sexual en las guarderías de la década de 1980 en el condado de Kern, California. Los casos incluían denuncias de abuso ritual satánico por parte de pedófilos, con hasta 60 niños que testificaron que habían sido sometidos a abusos. Al menos 36 personas fueron condenadas y la mayoría de ellas pasaron años en prisión. Treinta y cuatro condenas fueron anuladas en la apelación. El fiscal de distrito responsable de las condenas fue Ed Jagels, que fue demandado por al menos una persona cuya sentencia había sido revocada, y que permaneció en el cargo hasta 2009. Dos de los condenados murieron en prisión, sin poder limpiar sus nombres. 

## Historia
En 1982, las dos hijas de Alvin y Debbie McCuan, entrenadas por su abuelastra (la segunda esposa de su abuelo) Mary Ann Barbour, que tenía su custodia, alegaron que habían sufrido abusos por parte de sus padres y les acusaron de formar parte de una red de sexo que incluía a Scott y Brenda Kniffen. Los dos hijos de los Kniffen también afirmaron haber sufrido abusos. No se encontró ninguna prueba física. Los McCuan y los Kniffen fueron condenados en 1984 y recibieron una sentencia combinada de más de 1000 años de prisión. Las condenas fueron anuladas en 1996 y las dos parejas fueron liberadas. En 2001 se emitió en Lifetime una película para televisión sobre los Kniffen titulada "Sólo pregunta a mis hijos".
Seis casos similares ocurrieron en todo el condado de Kern. Por ejemplo, el testimonio de cinco jóvenes fue la prueba clave de la fiscalía en un juicio en el que cuatro acusados fueron condenados. John Stoll, un carpintero de 41 años, recibió la sentencia más larga del grupo: 40 años por 17 cargos de conducta  lasciva. "Nunca sucedió", dijo Ed Sampley, uno de los acusadores, a un reportero del New York Times en 2004. Afirmó que había mentido sobre Stoll. Stoll estuvo en prisión durante 19 años antes de que su condena fuera revocada. En 2009, Stoll demandó al condado de Kern y se le concedió una indemnización de 5 millones de dólares. El condado pagó casi 10 millones de dólares para resolver las reclamaciones de los antiguos presos y las presuntas víctimas. En 2007 se produjo y se estrenó un documental titulado Caza de brujas, que se centraba principalmente en el caso de Stoll. MSNBC también realizó un documental sobre los casos de John Stoll y el condado de Kern. 
Sampley y otros tres ex acusadores regresaron en 2004 al juzgado donde habían testificado contra Stoll, esta vez para decir que Stoll nunca había hecho aquello de lo que le acusaron. Después de 20 años, todos dijeron que siempre supieron la verdad, que Stoll nunca los había tocado. Sin embargo, el hijo de Stoll "continuó diciendo que había sido molestado". En el caso, el único acusado con una condena previa de abuso sexual fue Grant Self, quien había alquilado brevemente la casa con piscina de Stoll. John Stoll tuvo que esperar hasta 2004 para la revocación de sus condenas, pero fue liberado por el nuevo testimonio. Self fue enviado a un hospital psiquiátrico para delincuentes sexuales porque tenía dos condenas previas por abuso de menores. Self fue liberado en 2009. Fue arrestado nuevamente en 2012 bajo sospecha de abuso infantil en Oregon. En julio de 2013, Self se declaró culpable de abusar sexualmente de tres niños y fue sentenciado a cinco años y 10 meses de prisión.
Antes del comienzo de los supuestos casos de abuso infantil en el condado de Kern, varios trabajadores sociales locales asistieron a un seminario de capacitación que destacó el abuso ritual satánico como un elemento importante en el abuso sexual infantil, y utilizaron la publicación, ahora desacreditada, Michelle Remembers como material de capacitación.